# Giải quần vợt Úc Mở rộng 2009
Giải quần vợt Úc Mở rộng 2009 là một giải Grand Slam quần vợt tổ chức tại Melbourne, Úc từ ngày 19 tháng 1 đến ngày 01 tháng 2 năm 2009. Đây là lần thứ 97 giải được tổ chức.
Tay vợt đương kim vô địch giải đơn nữ, Maria Sharapova, không thể tham dự để bảo vệ chức vô địch của mình do chưa bình phục hẳn chấn thương vào trước giải.

## Danh sách hạt giống
| 1. Rafael Nadal 2. Roger Federer 3. Novak Djokovic 4. Andy Murray 5. Jo-Wilfried Tsonga 6. Gilles Simon 7. Andy Roddick 8. Juan Martin del Potro 9. James Blake 10. David Nalbandian 11. David Ferrer 12. Gael Monfils 13. Fernando Gonzalez 14. Fernando Verdasco 15. Stanislas Wawrinka 16. Robin Soderling 17. Nicolas Almagro 18. Igor Andreev 19. Marin Cilic 20. Tomas Berdych 21. Tommy Robredo 22. Radek Stepanek 23. Mardy Fish 24. Richard Gasquet 25. Ivo Karlovic 26. Marat Safin 27. Feliciano Lopez (Vòng 1, thua Gilles Muller) 28. Paul-Henri Mathieu 29. Dmitry Tursunov (Vòng 1, thua Flavio Cipolla) 30. Rainer Schuettler (Vòng 1, thua Dudi Sela) 31. Jurgen Melzer 32. Philipp Kohlschreiber | 1. Jelena Jankovic 2. Serena Williams 3. Dinara Safina 4. Elena Dementieva 5. Ana Ivanovic 6. Venus Williams 7. Vera Zvonareva 8. Svetlana Kuznetsova 9. Agnieszka Radwanska (Vòng 1, thua Kateryna Bondarenko) 10. Nadia Petrova 11. Caroline Wozniacki 12. Flavia Pennetta 13. Victoria Azarenka 14. Patty Schnyder 15. Alize Cornet 16. Marion Bartoli 17. Anna Chakvetadze 18. Dominika Cibulkova 19. Daniela Hantuchova 20. Amelie Mauresmo 21. Anabel Medina Garrigues 22. Jie Zheng 23. Agnes Szavay (Vòng 1, thua Galina Voskoboeva) 24. Sybille Bammer (Vòng 1, thua Lucie Safarova) 25. Kaia Kanepi 26. Ai Sugiyama 27. Maria Kirilenko (Vòng 1, thua Sara Errani) 28. Francesca Schiavone 29. Alisa Kleybanova 30. Aleksandra Wozniak 31. Alona Bondarenko 32. Tamarine Tanasugarn |